# Tamale (voedsel)

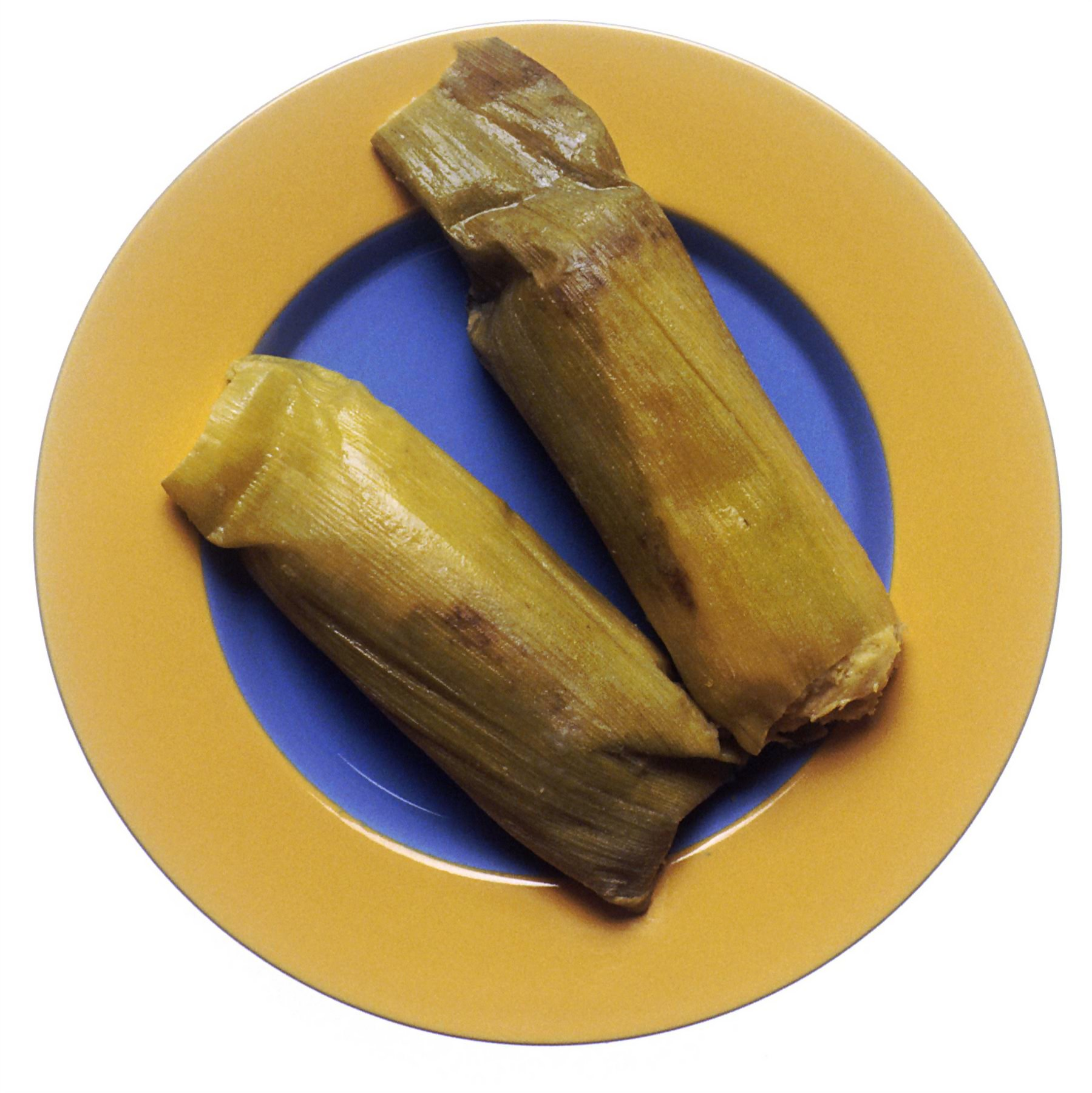
Tamales op een bord.

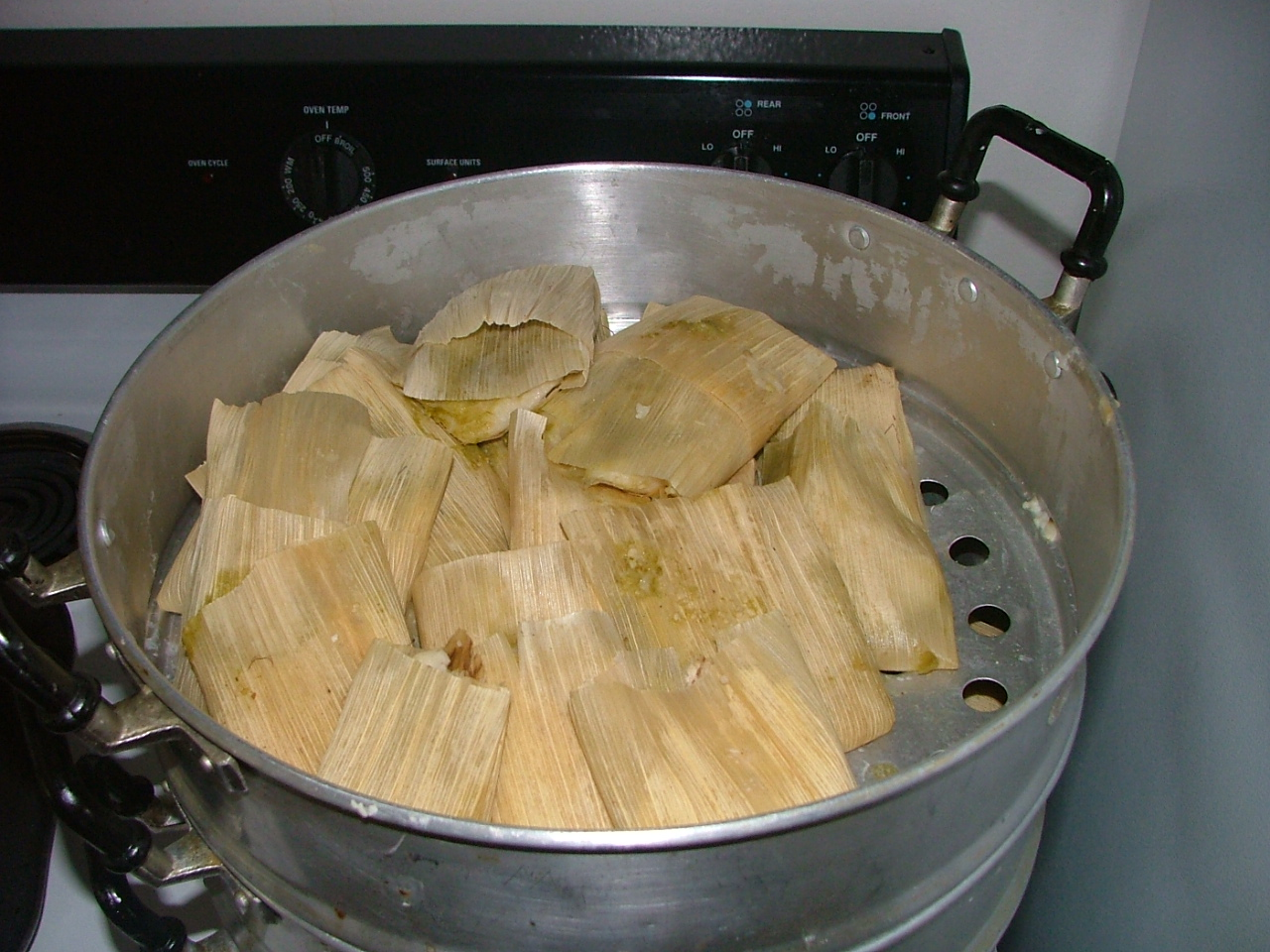
Tamales in de pan.

Een tamale (uit Nahuatl: tamalli) is een traditioneel hartig of zoet gerecht uit Latijns-Amerika. Het bestaat uit een van oorsprong in maïsblad, later ook wel in een bananenblad gestoomde maïsdeegrol met of zonder vulling. De rol kan gevuld worden met: vlees, groenten, kaas, fruit of rijst. Vaak worden deze op smaak gebracht met chilipepers.
In Mexico worden tamales vaak als ontbijt gegeten.

## Herkomst
Het woord tamalli betekent in het Nahuatl zoiets als ingepakt.
Tamales worden al sinds ongeveer 3000 voor Christus op het Amerikaanse continent gemaakt. Het gerecht is zo wijdverspreid dat niet achterhaald kan worden waar het precies ontstaan is. De tamale werd door Bernardino de Sahagún beschreven in zijn boek Algemene geschiedenis van de zaken van Nieuw-Spanje uit 1569.
Intussen is de tamal ook in Noord-Amerika een populair gerecht geworden.

## Varianten
Alleen al doordat er eindeloos gevarieerd kan worden met vullingen zijn er talloze, vaak plaatselijke, varianten mogelijk.
- In plaats van bananenbladeren gebruikt men soms ook de gedroogde bladeren van de maiskolf.
- De tamale is bekend onder verschillende namen, zoals Hallaca, Humita of Pamonha.